# Linneit
Linneit – rzadki minerał klasy siarczków, będący siarczkiem kobaltu. 
Nazwa pochodzi od nazwiska szwedzkiego botanika i geologa Karola Linneusza. 

## Właściwości
Krystalizuje w układzie regularnym. Wykształca zazwyczaj kryształy o pokroju ośmiościennym, sześciennym, niekiedy bliźniaki, kryształy narosłe oraz szczotki. Występuje w skupieniach ziarnistych, zbitych i jako wpryśnięcia i impregnacje. Jest minerałem kruchym i nieprzezroczystym. Rozpuszczalny w kwasie azotowym. Często zawiera izomorficzne domieszki żelaza, niklu, selenu, miedzi, czasem także indu.

## Występowanie
Występuje w utworach hydrotermalnych oraz pneumatolitycznych. Spotykany w złożach kruszców kobaltu i niklu. Zazwyczaj występuje w żyłach i gniazdach kruszcowych. Towarzyszą mu syderyt, galena, tetraedryt, baryt, kobaltyn, milleryt, bornit, hematyt, magnetyt, dolomit,erytryn, piryt, chalkopiryt, pirotyn, arsenopiryt, kwarc i kalcyt.

## Miejsce występowania
- Miedzianka, Lubin, Męcinka Polska[3][4]
- Szwecja[2]
- Kongo[2]
- Zambia[2]
- USA[2][4] (Missouri)
- Lanzada, Włochy[4]
- pasmo górskie Rudawy[3][4]